# Così fan tutte
Così fan tutte, ossia La scuola degli amanti [koˈsi ˈfan ˈtutte] (italienisch), (deutsch „So machen es alle (Frauen) oder Die Schule der Liebenden“) ist eine Oper in zwei Akten von Wolfgang Amadeus Mozart, KV 588, nach einem Libretto von Lorenzo Da Ponte. Mozart begann mit der Komposition im Herbst des Jahres 1789. Uraufgeführt wurde die Oper am 26. Januar 1790 im „alten“ Wiener Burgtheater am Michaelerplatz.

## Orchesterbesetzung
Nach der Neuen Mozart-Ausgabe sieht die Partitur folgende Instrumente vor:
- Holzbläser: zwei Flöten, zwei Oboen, zwei Klarinetten (eine Bassettklarinette), zwei Fagotte
- Blechbläser: zwei Hörner, zwei Trompeten („Clarini“)
- Pauken
- Streicher
- Continuo in den Rezitativen: Cembalo, Violoncello

Pipers Enzyklopädie des Musiktheaters nennt außerdem eine Militärtrommel für die Bühnenmusik.

## Handlung

### Erster Akt
Die Oper spielt im Neapel des 18. Jahrhunderts. Die jungen Offiziere Ferrando und Guglielmo rühmen sich, dass die beiden aus Ferrara stammenden Schwestern Dorabella und Fiordiligi, die sie über alles lieben, ihnen niemals untreu werden könnten. Don Alfonso, ein zynischer Mann von Welt, hat aber seine eigenen einschlägigen Erfahrungen und bietet darum Ferrando und Guglielmo ob ihrer Überzeugung eine Wette an. Beide gehen siegessicher darauf ein.
Währenddessen schwärmen sich die Frauen im Garten des Hauses gegenseitig von der unzerbrechlichen Liebe ihrer Partner vor, bis Don Alfonso scheinbar völlig aufgelöst hinzukommt und ihnen mitteilt, dass Ferrando und Guglielmo auf Geheiß des Königs in den Krieg ziehen müssen. In der folgenden Abschiedsszene besteigen die Männer, nun in Kriegsmontur, schließlich ein Schiff, besetzt von als Soldaten verkleideten Dorfbewohnern. Despina, das Hausmädchen und rechte Hand von Alfonso, versucht, Dorabella und Fiordiligi mit weisen Ratschlägen und Ansichten über Männertreue – insbesondere bei Soldaten – auf andere Gedanken zu bringen. Schon wenig später kehren Ferrando und Guglielmo, verkleidet als fremdländische Adlige, ins Haus zurück, wo sie auch sogleich beginnen, die Braut des jeweils anderen zu umschwärmen. Heftig zurückgewiesen, täuschen die beiden exotischen Gestalten ihren Selbstmord durch Gift vor und werden vom eilig herbeigerufenen Doktor (in Wirklichkeit die verkleidete Despina) in einer Parodie auf die Methoden des Wiener Arztes Franz Anton Mesmer „geheilt“. Die weitere, mitleidige Fürsorge wird in die Hände von Fiordiligi und Dorabella gelegt. Als die vermeintlichen Selbstmörder erwachen, fordern sie erneut einen Kuss und werden wieder abgewiesen.

### Zweiter Akt
Despina erklärt den Schwestern, dass man Liebe und Treue nicht so wichtig nehmen darf. Doch die Herzen der beiden Mädchen sind schon längst erweicht für die Fremden. In romantischer Atmosphäre „fällt“ zunächst Dorabella. Fiordiligi aber folgt noch ihren Gefühlen und beschließt, ihrem Guglielmo in den Krieg nachzuziehen. Sie wird aufgehalten von Ferrando. Er droht, sich zu töten, falls sie ihn nicht erhöre. Da gesteht sie ihm ihre Liebe. Eine Doppelhochzeit wird vorbereitet. Nachdem die Frauen den Ehevertrag unterschrieben haben, erklingt hinter der Bühne der Militärmarsch, der die „Heimkehr“ der Soldaten verkündet. Die verkleideten Ehegatten verlassen heimlich das Zimmer und kommen wieder, nun als Guglielmo und Ferrando. Voller zwiespältiger Freude werden die Männer in die Arme genommen. Don Alfonso spielt den angeblich Heimgekehrten den soeben besiegelten Ehevertrag zu, es kommt zu einer großen Eifersuchtsszene. Die beiden Frauen gestehen zerknirscht ihre Untreue, Ferrando und Guglielmo jedoch, die die Wette mit Alfonso verloren haben, decken ihrerseits den unfairen Schwindel auf. Alfonso befiehlt den vier jungen Menschen, einander zu umarmen und zu schweigen. Despina ist verwirrt und beschämt, dass Don Alfonso sie benutzt hat, tröstet sich aber damit, dass er es mit vielen anderen genauso macht. Am Ende steht ein Loblied in C-Dur: Glücklich sei der Mensch, der alles nur von der besten Seite nimmt und trotz der Wechselfälle des Lebens, über die er lacht, die Ruhe bewahrt.

## Libretto, erste Vertonung durch Salieri und Mozarts Komposition

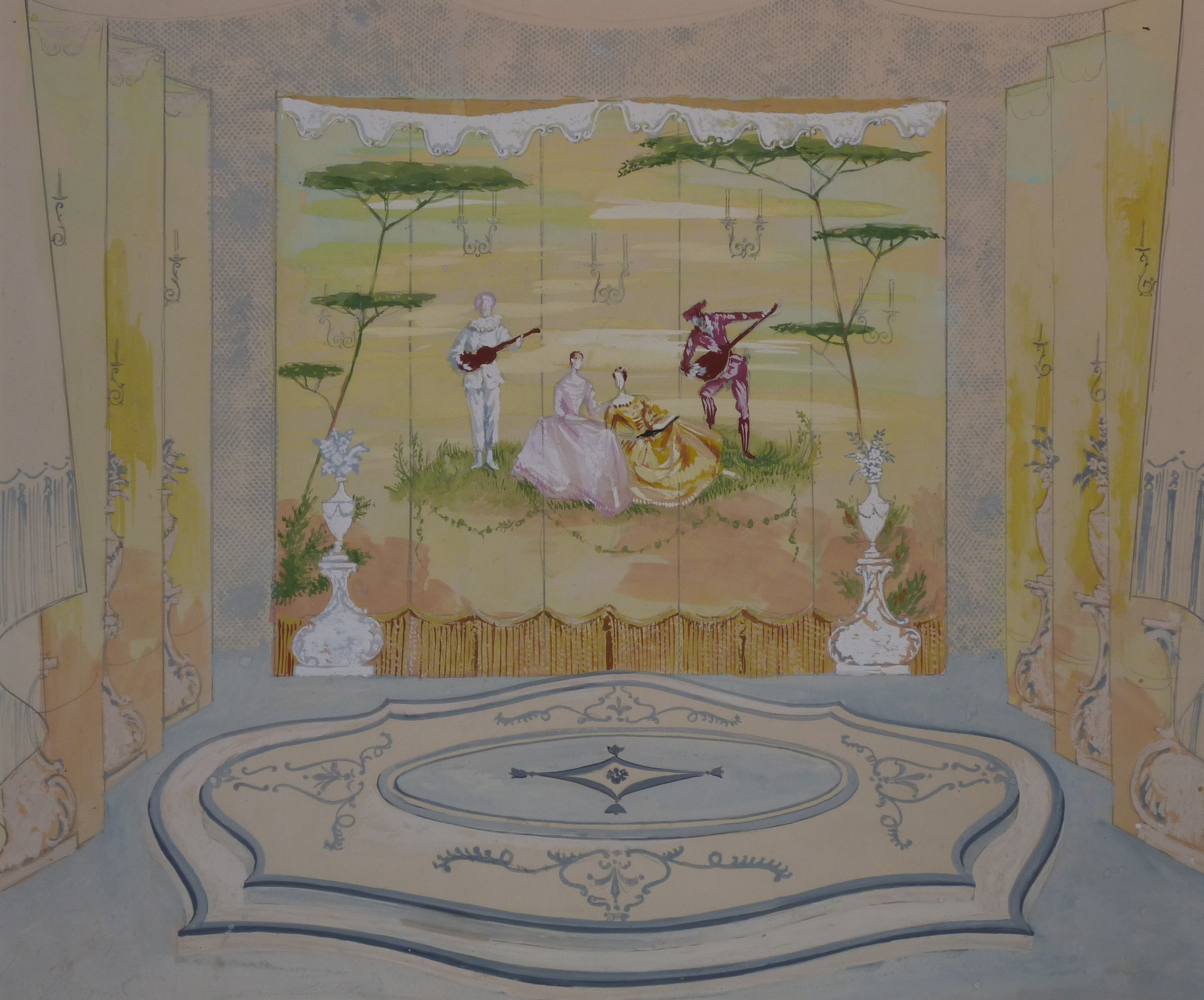
Bühnenbildentwurf von Helmut Jürgens für Così fan tutte, Aufführung München 1959

Das ursprüngliche Libretto war für Antonio Salieri bestimmt, der seine Komposition vermutlich auch 1789 begann, diese aber nach 65 entworfenen Takten des Terzetts „La mia Dorabella capace non e“ nicht weitergeführt hat. Constanze Mozart gab später gegenüber dem Ehepaar Mary und Vincent Novello an, dass Salieri es „musikalischer Schöpfung unwürdig“ hielt. Das zweite Terzett „E la fede delle femmine“ hat Salieri noch vollständig komponiert. Ein mit diesen beiden Stücken sonst nicht in dieser Form überliefertes Rezitativ lässt vermuten, dass das Libretto von Da Ponte für Mozart bearbeitet wurde.
Wie der Auftrag zur Oper Così fan tutte an Mozart gelangte, ist unklar. Das Werk ist nach Le nozze di Figaro und Don Giovanni die letzte der drei Da-Ponte-Opern, Buffa-Opern, die Mozart auf einen Text von Lorenzo Da Ponte schrieb. Zu Silvester des Jahres 1789 veranstaltete Mozart in seiner Wohnung eine Probe, bei der er Teile der Komposition mehreren Freunden und Bekannten, unter ihnen Joseph Haydn, vorspielte.
Für Guglielmo hatte Mozart im ersten Akt zunächst die prachtvolle und ausgedehnte Arie Rivolgete a lui lo sguardo (KV 584) komponiert, eine der großartigsten Buffo-Arien, die er je geschrieben hat. Mozart ersetzte sie jedoch aus unbekannten Gründen durch die deutlich kürzere Arie Non siate ritrosi und trug die ursprüngliche Arie als eigenständiges Werk in sein Werkverzeichnis ein. Eine Erklärung könnte allerdings sein, dass dem Sänger der Uraufführung die Tessitur der Arie zu hoch war.

## Aufführungsgeschichte

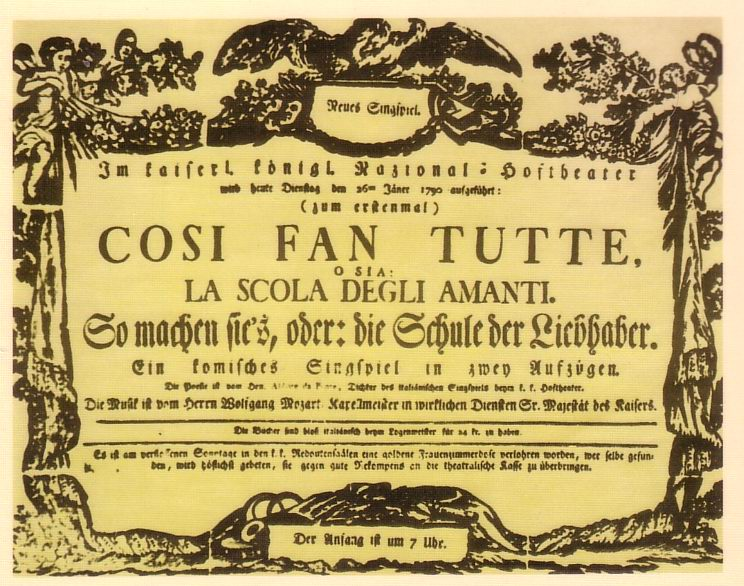
Theaterzettel der Uraufführung 1790

Bei der Uraufführung am 26. Januar 1790 wirkten Sänger mit, deren Fähigkeiten Mozart teilweise von Aufführungen früherer Werke wie Le Nozze di Figaro und Don Giovanni bekannt waren. Francesca Gabrieli, genannt Adriana Ferrarese del Bene, und Louise Villeneuve sangen Fiordiligi und Dorabella. Sie waren auch im wirklichen Leben Schwestern. Die Wienerin Dorothea Bussani, geborene Sardi, spielte mit ihrem Gatten Francesco Bussani das „Paar“ Despina und Don Alfonso. Vincenzo Calvesi übernahm die Partie des Ferrando und Mozarts Figaro-Darsteller von 1786, Francesco Benucci, sang den Guglielmo. Nach vier weiteren Aufführungen am 28. und 30. Januar und 7. und 11. Februar verstarb Kaiser Joseph II., und alle Theater mussten wegen der Hoftrauer für mehrere Monate schließen. Am 6. Juni 1790 wurde die Oper allerdings wieder aufgeführt und erlebte bis zum 7. August desselben Jahres weitere fünf Aufführungen in Wien. Zu Lebzeiten Mozarts wurde das Werk in Wien dann nicht mehr aufgeführt.
Die Wiener Zeitung vom 30. Januar 1790 vermeldete die Uraufführung ohne Wertung, während der Wiener Korrespondent des Weimarer Journal des Luxus und der Moden im März 1790 positiv bemerkte:

„Ich kündige ihnen wieder ein vortreffliches Werk von Mozart an, das unser Theater erhalten hat […] Es hat den Titel Così fan tutte […] Von der Musik ist, glaub ich, alles gesagt, daß sie von Mozart ist.“

Ab Mitte 1791 wurde das Werk an den Theatern Frankfurt am Main, Dresden, Mainz, Prag sowie in Amsterdam in italienischer, aber auch deutscher Sprache unter den Titeln Liebe und Versuchung und So machen’s die Mädchen, teilweise auch in bearbeiteter Form, aufgeführt.

## Bedeutung
Così fan tutte war lange Zeit umstritten. Schon kurz nach Mozarts Tod wurde Kritik am angeblich albernen und unmoralischen Textbuch geübt. Abfällige Äußerungen sind unter anderem von Ludwig van Beethoven und Richard Wagner überliefert. Im 19. Jahrhundert wurde Così fan tutte häufig in verstümmelnden Bearbeitungen aufgeführt, teilweise wurde Mozarts Musik sogar ein völlig neuer Text unterlegt. Erst im 20. Jahrhundert wurde Così fan tutte als gleichberechtigtes Meisterwerk neben Figaro und Don Giovanni akzeptiert.
Fiordiligis Arie im zweiten Akt, Per pietà, ben mio (Nr. 25), nahm Beethoven zum Vorbild für die große Arie der Leonore im Fidelio. Ähnliches gilt wohl auch für den vierstimmigen Kanon im Finale des zweiten Aktes (für den Mozart auch einen leichter auszuführenden Ersatz komponierte), der sein Spiegelbild im Quartett Nr. 3 von Fidelio findet.
Von der Oper gibt es diverse Textversionen auf Deutsch, darunter neuere Übersetzungen, wie beispielsweise von Kurt Honolka.